# Aphonopelma arnoldi
Aphonopelma arnoldi är en spindelart som beskrevs av Smith 1995. Aphonopelma arnoldi ingår i släktet Aphonopelma och familjen fågelspindlar. Inga underarter finns listade i Catalogue of Life.